# Evolution of Elevation
Evolution of Elevation è un album in studio da solista del rapper statunitense Bizzy Bone, pubblicato nel 2006.

## Tracce
1. Intro
2. You Don't Really Wanna Be Me (feat. Aeileon El Nino)
3. Streets on Fire (feat. Aeileon El Nino and King Josiah)
4. Bye Bye
5. To the Top
6. Know All About You
7. Memories (feat. Aeileon El Nino)
8. My Name is Bryon
9. Evolution of Elevation
10. The Truth
11. Bye Bye (Remix)
12. Still Know All About You (feat. Tha Realest)
13. Outro
14. Water (Aeileon)